# Volkswagen Typ 4
Volkswagen Typ 4 — сімейство західнонімецьких сімейних легкових автомобілів середнього класу (Mittelklasse) із заднім розташуванням двигуна, що випускалися на заводі «Volkswagen» у місті Вольфсбург з 1968 по 1974 рік.

## Опис
Сімейство складалося з двох моделей: VW 411 (1968 — 1972) і рестайлінгової VW 412 (1972 — 1974), з кузовами двох-і чотирьохдверний фастбек-седан і трьохдверний універсал («Variant»), а також — різними варіантами комплектації.
«Variant» мав рідкісний тип кузова — задньомоторний універсал. Автомобіль мав два багажника: один спереду, як у всіх задньомоторних автомобілів, а другий — ззаду, як у звичайних, передньомоторних універсалів. Опозитний двигун з горизонтальними циліндрами був плоским, по висоті не більше запасного колеса, і розміщувався під підлогою багажника. Ця конструкція і дозволила створити автомобіль з двома багажниками, що мають великий сумарний обсяг. Використовувати автомобіль можна було дуже гнучко — звичайні малогабаритні вантажі завантажувати в передній багажник, а об'ємні — назад. До того ж, як у всіх універсалів, задні сидіння можна було скласти, ще більше збільшивши сумарний об'єм багажників.

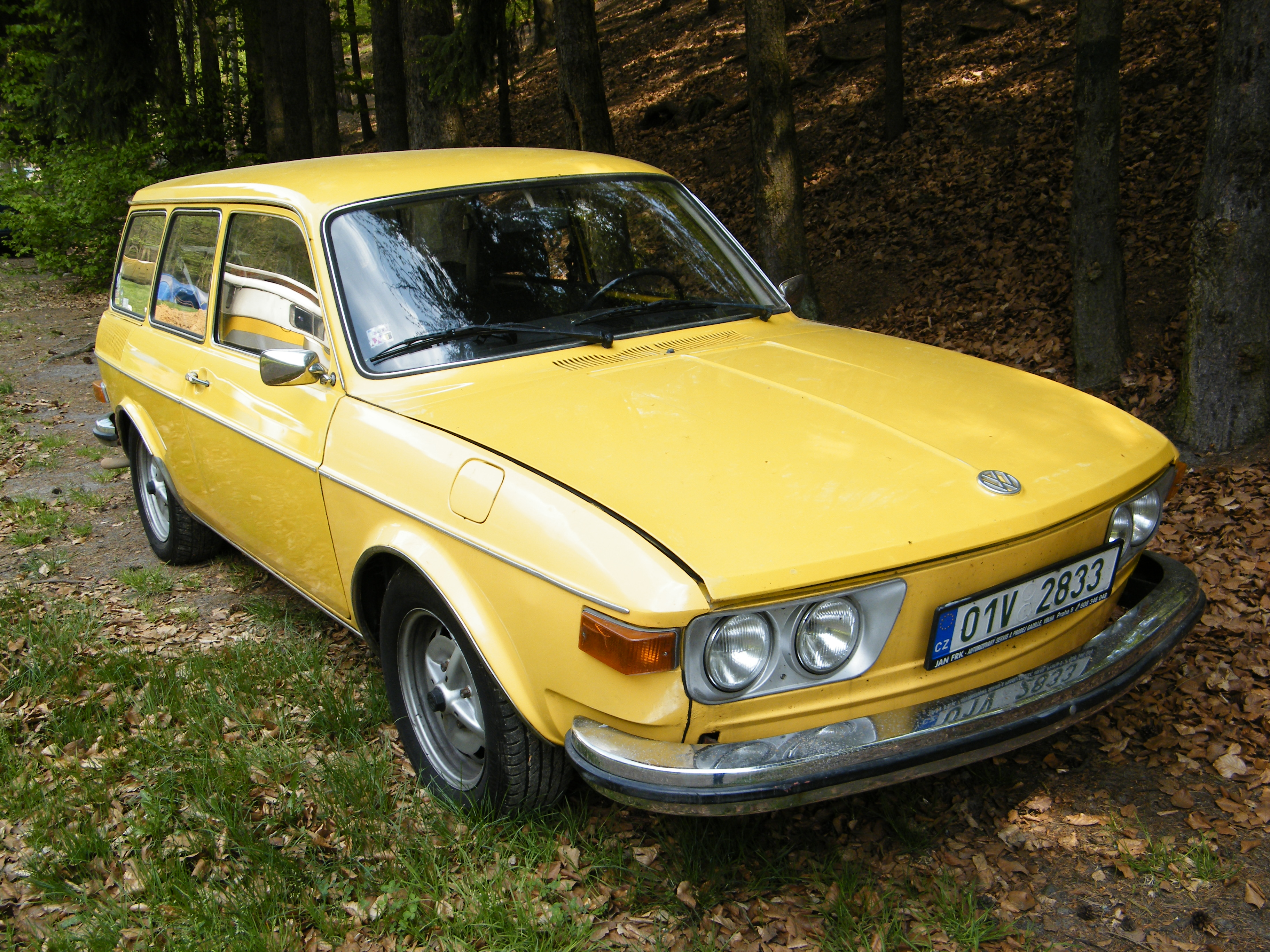
Volkswagen 412

Автомобіль був спробою «Фольксвагена» позбутися іміджу виробника дешевих і примітивних машин, перейшовши в більш високий клас середньорозмірних сімейних седанів. Це був перший «Фольксваген», який мав тримальний кузов, чотири двері, повністю автоматичну коробку передач, гідропривід зчеплення, передню підвіску типу «Макферсон» і задню з не змінним розвалом коліс. Модель «412 E/LE» отримала двигун з електронним уприскуванням палива Bosch D-Jetronic — один з перших серійних автомобілів з такою паливною апаратурою.
Однак, автомобіль виявився зайво дорогим — перевершуючи за ціною такі аналоги, як Fiat 125, Renault 16, Audi 80, Ford Taunus 17M або Opel Rekord 1700L, за результатами порівняльного тесту журналу «Auto, Motor und Sport» він поступався їм за споживчими властивостями. Розчаровують опинилися також рівень обробки та дизайн автомобіля. Паливна апаратура вприськового двигуна, до всього, виявилася не надто надійною.
До того ж, завдяки чуткам публіка чекала від «Фольксвагена» принципово нового автомобіля, з переднім приводом і двигуном водяного охолодження. У своєму ж теперішньому вигляді, Typ 4 був сприйнятий як чергова варіація на тему «Жука», і популярністю не користувався, що й позначилося на порівняно швидкому припиненні виробництва моделі після випуску 367 728 екземплярів. У Німеччині машину називали «Vier Türen elf Jahre zu spät» — «чотири двері, які запізнилися на одинадцять років».
При цьому, незважаючи на концептуальну схожість із знаменитим «Жуком», Typ 4 на практиці являв собою незалежну, виконану «з нуля» розробку, що практично не мала спільних деталей та конструктивних рішень з VW Typ 1. Двигун Typ 4 згодом використовувався на комерційному автомобілі Volkswagen Transporter і спорткарі Porsche 914.
Сімейство «411» — «412» вважається попередником моделі Volkswagen Passat, хоча останній був побудований за зовсім іншим компонуванням - передній привід з поздовжнім розташуванням силового агрегату, і уніфікований з Audi 100 B1.

## Двигуни
- 1679 см3 Н4 (1968-1973)
- 1795 см3 Н4 (1973-1974)